# Charles de Preud'homme
Charles François Antoine Florent de Preud'homme, burggraaf van Nieuwpoort (Parijs, 12 januari 1746 - Brussel, 20 augustus 1827) was een wiskundige, filosoof en politicus uit de Zuidelijke Nederlanden.

## Familie
De Preud'homme, lid van de familie de Preud'homme d'Hailly de Nieuport, was een zoon van Charles Florent Idesbalde de Preud'homme (1716-1792), burgraaf van Nieuwpoort en Oombergen, baron van Poeke, en Marie-Anne Charlotte d'Alegambe (1722-1794). Zijn ouders woonden in Gent, maar hij werd geboren toen zij door Frankrijk reisden. Charles en zijn broers Louis en Constantin werden in 1816 in de adel onder het Verenigd Koninkrijk der Nederlanden bevestigd met de titel vicomte de Nieuport (burggraaf van Nieuwpoort).

## Loopbaan
De Preud'homme was aanvankelijk, net als zijn broers, officier in Oostenrijkse dienst. Vanaf 1764 wijdde hij zich aan de Orde van Sint Jan van Jeruzalem; omstreeks 1780 werd hij hoofd van de commanderij van Brie en vanaf 1786 was hij commandeur van de Orde in Vaillaupont (Namen) en zaakgelastigde van de orde bij de Oostenrijkse Nederlanden. Hij was wiskundige en filosoof en probeerde beide wetenschappen bij elkaar te brengen.
Van 21 september 1815 tot 19 oktober 1818 was hij lid van de Tweede Kamer der Staten-Generaal. Hij werd door Willem I tot kamerheer benoemd en ontving van hem een jaargeld. Hij was lid en vanaf 1815 directeur van de Koninklijke Nederlandse Akademie van Wetenschappen in Brussel. In 1817 werd hij curator van de Rijkshogeschool in Leuven.
- Bibliothèque nationale de France: cb10747340z (data)
- Biografisch Portaal: 47961821
- Gemeinsame Normdatei: 117632384
- International Standard Name Identifier: 0000 0000 1036 0553
- Nederlandse Thesaurus van Auteursnamen: 074646214
- Parlement.com: vg09lltqd6uw
- Système universitaire de documentation: 177917369
- Virtual International Authority File: 59866431
- WorldCat: E39PBJf8vXTXm8txTb87JVPJDq